# Peperomia schunkeana
Peperomia schunkeana är en pepparväxtart som beskrevs av William Trelease. Peperomia schunkeana ingår i släktet peperomior, och familjen pepparväxter. Inga underarter finns listade i Catalogue of Life.